# Poor Cow
Poor Cow és una pel·lícula dramàtica britànica de 1967 dirigida per Ken Loach i protagonitzada per Carol White i Terence Stamp. Va ser escrit per Loach i Nell Dunn basat en la novel·la homònima de Dunn de 1967. És el primer llargmetratge de Loach, després d'una sèrie de produccions televisives. La pel·lícula es va tornar a estrenar al Regne Unit el 2016.

## Trama
La Joy, de divuit anys, prové d'una família nombrosa amb una mare alcohòlica i un pare faldiller, marxa de casa per casar-se amb Tom i tenen un fill, Johnny. Tom abusa mentalment i físicament de Joy. Ha estat a la presó quatre anys i torna a ser empresonat després de ser enxampat intentant un gran robatori. La Joy i el seu fill petit es queden sols.
Després de compartir breument una habitació amb la seva tia Emm, una prostituta envellida, Joy s'instal·la amb Dave, un dels associats criminals de Tom. Dave és tendre i comprensiu, però s'han de separar quan és condemnat a dotze anys de presó per liderar un robatori que provoca que una dona es quedi cega. Atesos els seus llargs antecedents penals, sembla poc probable que l'alliberin aviat. Amb la intenció de ser fidel a Dave, Joy torna amb la tia Emm, li escriu amb freqüència i inicia un procés de divorci contra Tom.
Després d'agafar una feina com a cambrera, Joy comença a fer de model per a un club de fotògrafs i s'endinsa en la promiscuïtat. Li agrada que els homes li facin regals, però és massa impulsiva i apàtica per guanyar-se la vida com a prostituta. Avorrida del seu entorn monòton, somia amb millorar. Quan en Tom és alliberat, Joy torna amb ell després que ell li promet traslladar-la del seu petit pis a una casa moderna i ben moblada. No obstant això, un vespre, després que Tom l'hagi donat una bufetada diverses vegades, Joy surt i en tornar, troba en Tom mirant la televisió i en Johnny desaparegut. Joy busca frenèticament en Johnny i finalment el troba sol en un lloc amb runes on ha anat a jugar. En adonar-se del molt que significa Johnny per a ella, Joy decideix quedar-se amb Tom malgrat l'abús, però continua somiant amb un futur amb Dave.

## Repartiment principal
- Carol White: Joy
- Terence Stamp: Dave Fuller
- John Bindon: Tom
- Queenie Watts: Aunt Emm
- Kate Williams: Beryl
- Billy Murray: el company de Tom
- Ken Campbell: Mr Jacks
- Tony Selby: client al bar
- Anna Karen: veïna
- Michael Standing: jove al camp

Acreditat malgrat les escenes tallades
- Malcolm McDowell com a Billy
- George Sewell com a client al pub

## Producció

### Desenvolupament
Segons Terence Stamp, Ken Loach es va inspirar per fer la pel·lícula després de conèixer Carol White durant Cathy Come Home (1966):
| «                | No teníem un guió establert. Va ser totalment improvisat. Tenia la idea, tenia la trajectòria global al cap, però no teníem guió. I, en conseqüència, havia de ser en la primera presa, perquè cadascun de nosaltres teníem càmeres a sobre. Així, abans d'una presa, li deia alguna cosa a la Carol, i després em deia alguna cosa a mi. En acabat vam descobrir que ens havia donat direccions completament diferents. Per això necessitava dues càmeres, perquè necessitava la confusió i l'espontaneïtat. | » |
| — Terence Stamp, | |   |

### Llocs de rodatge
Situats a Londres, als barris de Winstanley i York Road Estates a Battersea.

### Música
Els crèdits inicials atribueixen la música al cantautor Donovan, tot i que a la pel·lícula s'escolten moltes cançons pop com "Funny how love can be" de l'Ivy League i "Not Fade Away" dels Rolling Stones de l'època. A la pel·lícula s'escolten tres cançons de Donovan, inclosa la cançó del títol. La melodia de la cançó del títol es repeteix instrumentalment en diversos arranjaments al llarg de la pel·lícula. Es va publicar un disc senzill amb "Jennifer Juniper" a principis de 1968 amb un arranjament diferent i amb les lletres canviades.
Les cançons de Donovan a la pel·lícula són "Be Not Too Hard" i " Colors ". Aquesta última la canta Terence Stamp.

## Projeccions

### Taquilla
La pel·lícula va ser un èxit sorpresa a taquilla. Es va vendre als EUA per més del seu cost de producció i va anar molt bé a Itàlia i Gran Bretanya. Segons Kinematograph Weekly, va ser un dels films de més èxit al Regne Unit el 1968.

### Resposta crítica
Segons Monthly Film Bulletin es tracta d'una "incursió superficial i condescendent als àmbits inferiors del realisme social". I una "barreja incongruent de realisme i romanticisme" que, juntament amb la fotografia, "omple el material amb un lirisme que sovint voreja el sentimentalisme".
Richard Roud al The Guardian, va titllar la pel·lícula de "francament horrible" i va criticar especialment "les fotografies de documentals tan òbvies per emfatitzar la lletjor de l'entorn de la nostra parella", tot i que va qualificar l'actuació de Terence Stamp com "excel·lent".
La crítica de cinema Renata Adler de The New York Times va escriure a la seva ressenya: " Poor Cow, comença amb algunes fotos del veritable naixement d'un nadó, i es converteix en una d'aquelles cridaneres i falses pel·lícules britàniques de tecnicolor sobre la vida de la classe treballadora a Londres. La qualitat del color fa que Anglaterra sembli l'abril a Disneyland, és realment molt brillant".
En la seva ressenya de dues estrelles i mitja, Roger Ebert va afirmar que "no és una pel·lícula molt bona", però la va considerar un signe potencial per a una nova fase en les pel·lícules britàniques diferent del realisme social i de les pel·lícules de sàtira de l'època.
Les reestrenes de la pel·lícula han tingut crítiques més favorables. El 2016, Kate Muir a The Times va donar a la pel·lícula quatre estrelles de cinc i va descriure la pel·lícula com "increïblement commovedora".

## Ús posterior
Escenes de l'actuació de Terence Stamp a Poor Cow es van utilitzar per mostrar els primers anys de la vida de Wilson, el personatge que interpreta a la pel·lícula de Steven Soderbergh, The Limey (1999).